# Brooke Bennett
Brooke Marie Bennett, född 6 maj 1980 i Tampa i Florida, är en amerikansk före detta simmare.
Bennett blev olympisk guldmedaljör på 800 meter frisim vid sommarspelen 1996 i Atlanta.